# Leuzenhof
Leuzenhof, auch Leutzenhof, ist eine Wüstung im heutigen Truppenübungsplatz Grafenwöhr. Sie gehört zum Gemeindegebiet der Stadt Grafenwöhr.

## Geschichte
Leuzenhof war Sitz einer Hofmark, die bis zum Jahr 1580 im Besitz der Familie Hellwagen war. Weitere Besitzer der Hofmark waren in den folgenden Jahrhunderten u. a. die Brand, die Freiherrn von Guttenberg und zuletzt die Freiherrn von Pöllnitz (von 1712 bis zur Aufteilung des Gutes im Jahre 1828). Die Landgemeinde Leuzenhof wurde 1818 durch das Gemeindeedikt in Bayern errichtet, ihr gehörten auch die Orte Baumühle, Erlbach, Hermannshof und Hirschmühle an. 1933 hatte die Gemeinde 338 Einwohner. Die Absiedlung und Auflösung der Gemeinde erfolgte 1938/39 (nachträglich durch Bekanntmachung des Bayer. Staatsministerium des Innern vom 22. August 1951 verfügt). Die ehemalige Gemeinde gehört zum Kerngebiet des Truppenübungsplatzes Grafenwöhr und liegt im heutigen Zielgebiet (artillery impact area) A. Das seit 1939 gemeindefreie Gebiet wurde am 1. Juli 1978 in die Stadt Grafenwöhr eingegliedert.